# Comitês de Defesa da Revolução
Os Comitês de Defesa da Revolução (português brasileiro) ou Comités de Defesa da Revolução (português europeu) (CDR; em castelhano:  Comités de Defensa de la Revolución), são uma rede de comitês de bairro em Cuba. As organizações, descritas como os "olhos e orelhas da Revolução," existem para promover o bem-estar social e denunciar atividades contrarrevolucionárias. Em 2010, 8,4 milhões de cubanos, de 11,2 milhões, estavam registados como membros dos CDR.

## História
A inauguração dos CDR teve lugar em um ato público em frente ao Palácio Presidencial (hoje Museu da Revolução), presidido por Fidel Castro Ruz.
É a mais poderosa das organizações cubanas não-governamentais, que tem a mobilização dos partidários da Revolução como um de seus objetivos principais. Também participa em tarefas de saúde, higiene, de apoio à economia e de promoção da participação cidadã em distintos âmbitos, como na participação nas eleições ou nas assembleias.
Antes da fundação dos CDR, existiam várias organizações com diferentes fins que ficaram unificadas com a criação da nova organização de massas.

## Relações externas
- Site Oficial dos CDR (em castelhano)